# 若松區
若松區（日语：／ Wakamatsu ku */?）是北九州市的7個行政区之一，位於北九州市西北部的若松半島；轄區範圍為過去若松市合併為北九州市之前的轄區。
過去主要市區位於東南側的洞海灣沿岸地區，近年來已逐漸轉移至西南側的北九州學術研究都市的周邊。而北部的沿海地區因為過去日本軍的軍事管制區，因此一直沒有獲得開發，仍保留了漁村的風貌。
位於外海的白島（為兩座被稱為男島、女島的島嶼）也屬於本區之轄區，島上設有白島石油儲備基地。

## 歷史

### 年表
- 1889年4月1日：實施町村制，現在的轄區在當時分屬遠賀郡：若松村、石峰村、江川村、洞北村。
- 1891年2月1日：若松村改制為若松町。
- 1906年10月1日：石峰村被併入若松町。
- 1908年2月15日：江川村和洞北村合併為島鄉村。
- 1914年4月1日：若松町改制為若松市[1]
- 1931年8月1日：島鄉村被併入若松市。
- 1963年2月10日：若松市與門司市、小倉市、戶畑市、八幡市合併為北九州市。
- 1963年4月1日：北九州市成為政令指定都市，同時根據過去若松市的轄區設置若松區。
- 1974年4月1日：北九州市進行行政區重劃，原屬若松區的淺川地區被改劃入八幡西區。

### 變遷表
| 1889年以前 | 1889年4月1日 | 1889年 - 1912年      | 1889年 - 1912年      | 1912年 - 1944年      | 1912年 - 1944年         | 1945年 - 1989年        | 1989年 - 現在          | 現在                   |
| ---------- | ------------ | -------------------- | -------------------- | -------------------- | ----------------------- | ---------------------- | ---------------------- | ---------------------- |
|            | 若松村       | 1889年2月1日 若松町  | 1906年10月1日 若松町 | 1914年4月1日 若松市  | 1914年4月1日 若松市     | 1963年2月10日 北九州市 | 1963年2月10日 北九州市 | 1963年2月10日 北九州市 |
|            | 石峰村       |                      | 1906年10月1日 若松町 | 1914年4月1日 若松市  | 1914年4月1日 若松市     | 1963年2月10日 北九州市 | 1963年2月10日 北九州市 | 1963年2月10日 北九州市 |
|            | 江川村       | 1908年2月15日 島鄉村 | 1908年2月15日 島鄉村 | 1908年2月15日 島鄉村 | 1931年8月1日 併入若松市 | 1963年2月10日 北九州市 | 1963年2月10日 北九州市 | 1963年2月10日 北九州市 |
|            | 洞北村       | 1908年2月15日 島鄉村 | 1908年2月15日 島鄉村 | 1908年2月15日 島鄉村 | 1931年8月1日 併入若松市 | 1963年2月10日 北九州市 | 1963年2月10日 北九州市 | 1963年2月10日 北九州市 |

## 交通

### 鐵路
- 九州旅客鐵道
  - 筑豐本線：若松車站 - 藤之木車站 - 奧洞海車站 - 二島車站

## 教育

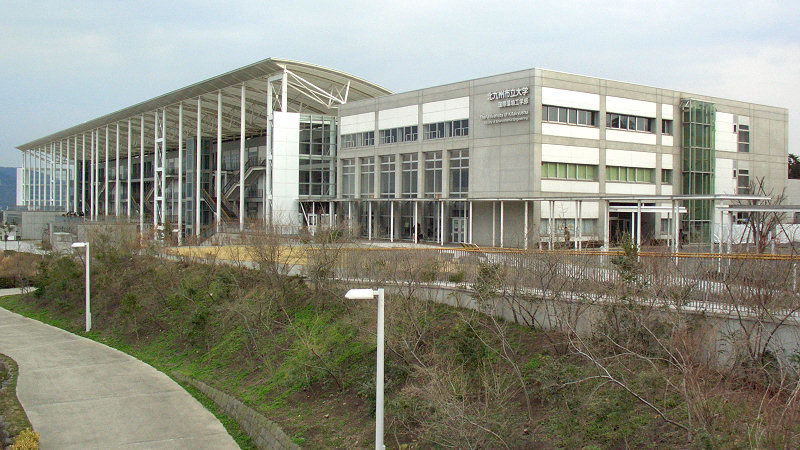
北九州市立大學國際環境工學部

### 大學
北九州學術研究都市
- 早稻田大學大學院　情報生產系統研究科
- 北九州市立大學國際環境工學部、大學院國際環境工學研究科
- 九州工業大學大學院生命体工學研究科
- 福岡大學大學院工學研究科
- 早稻田大學理工學綜合研究中心九州研究所

### 高等學校
- 福岡縣立若松高等學校
- 福岡縣立若松商業高等學校
- 高稜高等學校

### 特殊學校
- 北九州市立小池養護學校